# Lipno nad Vltavou (stacja kolejowa)
Lipno nad Vltavou – stacja kolejowa w miejscowości Lipno nad Vltavou, w kraju południowoczeskim, w Czechach. Znajduje się na wysokości 710 m n.p.m.
Na stacji istnieje możliwość zakupu biletów i rezerwacji miejsc.

## Linie kolejowe
- 195 Rybník – Lipno nad Vltavou